# Siết cổ

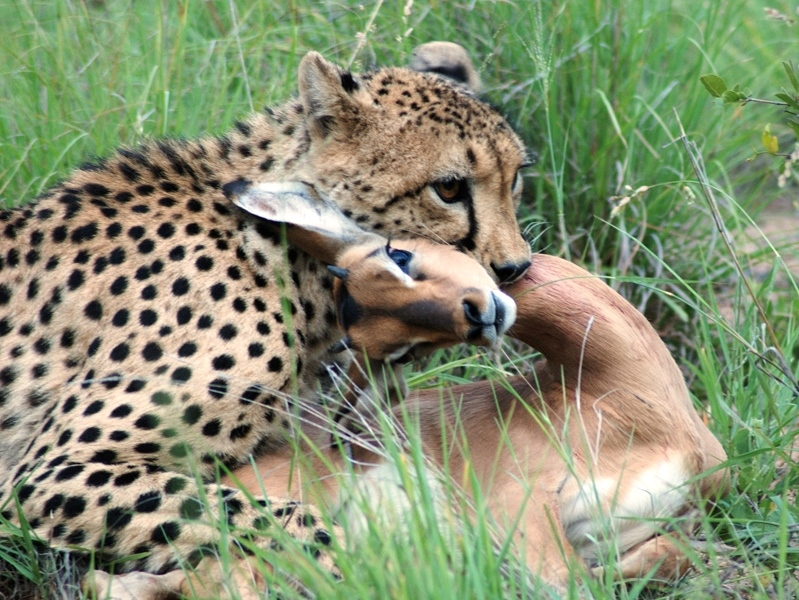
Một con báo săn cắn cổ linh dương Impala, Khu bảo tồn Timbavati Game, Nam Phi

Siết cổ (tiếng Anh: strangle) là hành động dùng lực bóp nghẹt cổ, có thể làm nạn nhân/con mồi bất tỉnh hay chết do thiếu ôxi dẫn lên não. Siết cổ xảy ra trong nhiều trường hợp, ví dụ như khi bị treo cổ, bạo lực giết người; nhiều loài động vật cũng sử dụng phương thức cắn cổ để hạ gục con mồi.
Nếu siết cổ dùng sợi vải, nó thường được gọi là thắt cổ.